# چارک (یکا)
چارک مخفف چهاریک به معنی یک‌چهارم هر چیزی است. دو واحد اندازه‌گیری به نام چارک وجود دارد. چارک واحد جرم به معنی یک‌چهارم من و چارک واحد طول به معنی یک‌چهارم ذرع است.

## واحد جرم
چارک واحد جرم به معنی یک‌چهارم من است. یک‌چهارم من تبریز معادل ده سیر یا ۷۵۰ گرم است. همچنین معادل پنجاه درم و ۳۷۵۰ قیراط است.

## واحد طول
چارک واحد طول یک‌چهارم ذرع و معادل چهارگره است. یک چهارم ذرع متداول معادل ۲۶ سانتیمتر است.